# ياشودارا لال
ياشودارا لال هي مؤلفة هندية اشتهرت بكتابها كيف أصبحت زوجة مزارع الذي نشرته هاربر كولينز عام 2018 وكتابها عندما يجدك الحب عام 2016 الذي نشر من قبل هارلكوين إنديا.
تشمل الكتب الأخرى للال هنالك شيء عنك (2015)، فرز سيد (2014)، متزوج فقط، أرجو المعذرة (2012)
ألفت أيضا ياشودارا كتابين للأطفال بعنوان الفول السوداني لديه خطة و«الفول السوداني ضد البيانو» وهي تكملة. يستند الكتب على ابنتها وابنائها التؤام. يشير لال إليهم
باسم «الفول السوداني، ورطة، باباد». أحدث كتاب لها «تلك الأيام في دلهي»، نشر في يونيو 2019.